# Randolf Rodenstock
Randolf Alexander Rodenstock (* 31. März 1948 in München) ist ein deutscher Unternehmer und Wirtschaftsfunktionär. Bis 2003 leitete er das Familienunternehmen Rodenstock.

## Leben
Rodenstock leistete nach seinem Abitur in München und einem Praktikum in Südamerika den Wehrdienst ab (1968–1969). Es folgte ein Studium der Elektrotechnik und der Physik an der TU München. Nach dem Diplom in Physik trat Rodenstock 1976 in die Optischen Werke G. Rodenstock (OWGR) ein. Die Tätigkeit dort unterbrach er, um beim Institut européen d’administration des affaires (INSEAD) in Fontainebleau ein MBA-Studium zu absolvieren, das er 1978 abschloss.
1983 trat Randolf Rodenstock als persönlich haftender Gesellschafter (Komplementär) in den Gesellschafterkreis der Optische Werke G. Rodenstock ein und leitete das Unternehmen gemeinsam mit seinem Vater Rolf Rodenstock. Ab 1990 übernahm er als Vorsitzender der Konzernleitung die Gesamtverantwortung für die Rodenstock-Unternehmensgruppe. Ende 2003 wechselte er in den Aufsichtsrat – erst als Vorsitzender und seit 2007 als Mitglied. Rodenstock hat sich von seinem Familienunternehmen nach und nach getrennt. Nach 130-jährigem Familienbesitz erfolgte im Januar 2007 der Verkauf der restlichen 10 % Firmenanteile an den Finanzinvestor Bridgepoint. Im April 2012 erfolgte der Umzug des Unternehmens vom Stammsitz in der Isartalstraße in den Münchner Westen.
Aus seiner Ehe mit Uschi Rodenstock gingen ein Sohn und eine  Tochter hervor.

## Funktionen
- Präsident des Rat für Formgebung 1997–2001
- Präsident der vbw – Vereinigung der Bayerischen Wirtschaft bis 11. März 2013
- Präsident des vbm – Verband der Bayerischen Metall- und Elektro-Industrie bis Februar 2013
- Präsident des bayme – Bayerischer Unternehmensverband Metall und Elektro,  München bis Februar 2013
- Mitglied des Präsidiums des Bundesverbandes der Deutschen Industrie (BDI), Berlin
- Mitglied des Präsidiums der Bundesvereinigung der Deutschen Arbeitgeberverbände (BDA), Berlin
- Vizepräsident des Arbeitgeberverbandes Gesamtmetall, Berlin
- Vizepräsident der DAFG – Deutsch-Arabische Freundschaftsgesellschaft e.V., Berlin
- Vizepräsident des Instituts der Deutschen Wirtschaft, Köln
- Vorsitzender des Vorstands des Roman Herzog Instituts (RHI), München
- Mitglied des Vorstands von SPECTARIS, Berlin
- Mitglied des Aufsichtsrates der IKB Deutschen Industriebank
- Kurator der Initiative Neue Soziale Marktwirtschaft.[3]

## Auszeichnungen
- 2007: Bayerischer Verdienstorden
- 2011: Honorarprofessur der TU München, Fakultät für Wirtschaftswissenschaften[4]

## Schriften
- Chancen für alle; Die Neue Soziale Marktwirtschaft. Deutscher Instituts-Verlag, Köln 2001, ISBN 3-602-14524-7.
- Ethische Grundlagen einer gerechten Wirtschaftsordnung aus Sicht der deutschen Wirtschaft; menschenwürdige Wirtschaftsordnung: die Staatskonzeption des Wirtschaftsliberalismus – Wie aktuell ist John Stuart Mill? Vortrag im Rahmen der Tagung der Akademie für Politische Bildung Tutzing, 23. Juni 2006, Roman-Herzog-Institut, München 2006 (Information / Roman-Herzog-Institut; Nr. 1)
- als Herausgeber: Vertrauen in die Moderne. Roman-Herzog-Institut, München 2012, ISBN 978-3-941036-31-4.
- als Herausgeber: Die Veröffentlichungen der vom Roman-Herzog-Institut aufgelegten Bücher – das Roman-Herzog-Institut-Kompendium. Roman-Herzog-Institut, München 2013, ISBN 978-3-941036-36-9.
- als Herausgeber: Freiheit ist zwecklos. Roman-Herzog-Institut, München 2015, ISBN 978-3-941036-46-8
- als Herausgeber: Das RHI-Kompendium. Roman-Herzog-Institut, München 2017, ISBN 978-3-941036-56-7